# Афродизија
Афродизија (стгрч. ἈφροδισιάςἈφροδισιάς) је био мали древни грчки хеленистички град у историјској културној регији Карија у западној Анадолији у Турској. Налази се у близини модерног села Гејре, око 100 км источно, ка унутрашњости, од обале Егејског мора и 230 км југоисточно од Измира.
Афродизија је добила име по Афродити, грчкој богињи љубави, која је овде имала свој јединствени култни лик, Афродити из Афродизије. Према Суди, византијској енциклопедијској компилацији, пре него што је град постао познат као Афродизија (око 3. века п. н. е.) имао је три претходна имена: Lelégōn Pólis (Λελεγων πολις, „Град Лелегеса“), Megálē Pólis ( Μεγαλη Πολις, „Велики град“) и Ninóē (Νινοη).
Негде пре 640. године, у касноантичком периоду када је био у саставу Византијског царства, град је преименован у Stauroúpolis (Σταυρουπολις, „Град крста“).
2017. године уписан је на УНЕСКО-ву листу светске баштине.

## Историја
Афродизија је била метропола (главни град провинције) регије и римске провинције Карија.
Бели и плаво-сиви каријански мермер интензивно се вадио са суседних падина у хеленистичком и римском периоду, за изградњу фасада и скулптура. Мермерне скулптуре и скулптори из Афродизије постали су познати у римском свету. Многи примери статуа откривени су у Афродизији, а неке представе Афродите Афродизијске такође су преживеле из других делова римског света, чак до града Бежа у Португалији, (раније Пакс Јулије у Луситанији).
Град је имао запажене школе за вајарство, као и за филозофију, остајући средиште старогрчке религије до краја 5. века. Град је уништен земљотресом почетком 7. века и никада није опоравио свој просперитет; сведен је на мало утврђено насеље на месту древног позоришта. Отприлике у исто време, такође је преименован у Стаурополис (грч. Σταυροῡπολις, „град крста“) ради уклањања паганских конотација, али већ до 8. века био је познат као Карија по региону, а касније је добио своје модерно турско име Гејре. У византијско време у граду је било седиште фискалне административне јединице (диоикесис).
Град је опљачкао побуњеник Теодор Манкафас 1188. године, а потом Турци Селџуци 1197. године. Коначно је потпао под турску контролу пред крај 13. века.

### Геолошка историја
Локација се налази у земљотресној зони и претрпела је велику штету у различитим временима, посебно у јаким потресима 4. и 7. века. Додатна компликација је била што је један од земљотреса из 4. века променио кретање воде, чинећи делове града склоним поплавама. Могу се видети докази о инсталацији водовода у случају нужде за борбу против овог проблема.
Афродизија се никада није у потпуности опоравила од земљотреса у 7. веку и пропала је. Део града покрило је модерно село Гејре; неке викендице су уклоњене у 20. веку да би се открио стари град. На малој удаљености изграђена је нова Гејра.

### Црквена историја
Мишел Ле Куин (Oriens christianus, I, 899–904) помиње двадесет епископа ове столице. У 7. веку Стаурополис имао двадесет осам суфраган бискупа и двадесет шест на почетку 10. века.
Стаурополис је такође римокатоличка титуларна метрополитанска столица, под именом Стаурополи (латински: Archidioecesis Stauropolitana).

## Зграде и друге грађевине

### Афродитин храм
Афродитин храм био је средиште града. Афродизијски вајари постали су познати и имали су обилне залихе мермера у близини. Вајарска школа била је врло продуктивна; већи део њиховог рада може се видети око локације и у музеју. Много статуа у пуној дужини откривено је у региону агоре (централни трг), а пробни и недовршени комади указују на постојање праве школе. Саркофази су пронађени на различитим локацијама, најчешће украшени дизајном који се састојао од венаца и стубова. Пронађени су пиластери који приказују оно што се описује као "свици са људима", са ликовима људи, птица и животиња исплетених у лишће акантуса.
Карактер зграде храма промењен је када је постала хришћанска базилика. Верује се да је зграда демонтирана око 481-484. по наредби цара Зенона, јер је храм био жариште паганске хеленске опозиције против Зенона у Афродизији, у знак подршке Илусу, који је обећао да ће обновити хеленске обреде, који су потиснути током прогона пагана у касном Римском царству.

### Монументална капија
Монументална капија, или тетрапилон, стоји на крају пута који води од главне улице север-југ града, до великог предворја испред Афродитиног храма или светилишта. Капија је изграђена око 200. н.е.

### Одеон
Кућа већа, или одеон је на северној страни Северне агоре. Како данас стоји, састоји се од полукружног гледалишта испред кога је плитка сценска структура око 46 м ширине. Доњи део гледалишта преживио је нетакнут, са девет редова мермерних седишта подељених радијалним степеницама на пет делова. Горњи део, који се састоји од додатних дванаест редова, срушио се заједно са својим носећим сводовима. План је изузетно отворен, са бројним улазима у приземљу и неколико степеништа која омогућавају приступ горњим редовима седишта. Систем масивних паралелних контрафора показује да је зграда првобитно била засвођена. Гледалиште би било осветљено низом високих, лучних прозора у закривљеном спољном зиду. Капацитет седишта може се проценити на око 1.750.
Доступни докази указују на датум градње у периоду Антонина или раног Северана (крај 2. или почетак 3. века нове ере). Предњи делови сцене су сигурно постављени у то време, као што сугерише и стил скулптуре и архитектонски украс. У подножјима статуа које завршавају потпорне зидове гледалишта била су имена двојице браће, сенатора у раном северанском периоду, а у две базе са натписима постављене симетрично на спољну фасаду налазиле су се статуе Афродизијских добротвора, Клаудије Антонија Татјане и њеног стрица Луција Антонија Дометина, који били активни крајем 2. века. Познато је да је Татјана имала блиске везе са Ефесом и могуће је да су запањујуће сличности између ове зграде и одеона на тамошњој грађанској агори, датираног натписом у средину 2. века, настале услед неке иницијативе са њене стране. Не знамо шта је овде стајало пре 2. века нове ере, али је вероватно да је садашња зграда заменила мању, постављањем агоре крајем 1. века пре нове ере.
Одеон у Афродизији остао је у овом облику све до почетка 5. века, када га је општинска служба прилагодила као палестру, бележећи своја достигнућа у натпису на горњој лајсни пулпитума (позорнице). Палестра се обично односи на рвачки терен, али у 5. веку би се могла користити за описивање сале за предавања, перформансе и разне врсте такмичарских изложби, као што сугеришу бројни натписи уклесани на седиштима. Бројни додатни усеци на преосталим седиштима, вероватно за стубове који подупиру тенде, сугеришу да је до тада зграда изгубила кров. Под је спуштен и опремљен мермерним плочником, поново употребљеним, можда, из раније фазе.

### Себастион
Себастион, или Аугустеум, био је заједнички посвећен, према натпису из 1. века на његовом трему, „Афродити, Божанском Аугустију и народу“. Рељеф пронађен у рушевинама јужног трема представљао је персонификацију полиса који се жртвовао култном лику Афродите из Афродизије, која је поштована као promētōr, „предмајка“ или „мајка предака“. „Афродита представља космичку силу која интегрише империјалну моћ са снагом локалних елита“, приметио је читалац Харитоновог романа. Ова веза између богиње и царске куће била је такође посебно политичка у то време, јер је Генс Јулија - породица Јулија Цезара, Октавијана Августа и њихових непосредних наследника - тврдила да је божанског порекла од Венере/Афродите.

### Стадион
Стадион се користио за атлетске догађаје све док позориште није тешко оштећено земљотресом из 7. века, што је захтевало да се део стадиона пренамени за догађаје који су претходно одржавани у позоришту.
Стадион је приближно 270 са 60 м. Са 30 редова седишта са сваке стране и око сваког краја, имао је максималан капацитет за око 30.000 гледалаца. Стаза је приближно 225 са 30 м.
Како је стадион знатно већи и структурно обимнији од чак и стадиона у Аполоновом светилишту у Делфима, вероватно је то једна од најбоље очуваних грађевина ове врсте на Медитерану.

## Остали налази

### Натписи
Квалитет мермера у Афродизији резултирао је необично великим бројем предмета са натписима који су преживели у граду. Како су многи комади монументалног ломљеног камена поново коришћени у касноантичким градским зидинама, многи натписи су могли и могу се лако прочитати без икаквог ископавања; град је због тога посећиван и његови натписи више пута забележени у модерно доба, почев од раног 18. века.
Археолози су под окриљем Универзитета Њујорка забележили више од 2000 натписа. Многи од ових натписа поново су коришћени у градским зидинама. Већина натписа је из царског периода, с тим што су посебно добро заступљени погребни и почасни текстови, али постоји прегршт текстова из свих периода од хеленистичког до византијског. Скуп докумената, чији је циљ да прикаже величину и историју града, био је укључен у такозвани „Архивски зид“.
Ископавања у Афродизији такође су открила важан јеврејски натпис чији је контекст нејасан. Натпис на грчком језику наводи донације које су дали бројни појединци, од којих је неколико класификовано као „theosebeis“ или богобојазници. Чини се јасно кроз упоредне доказе из натписа у Сарду синагоге и из Новог завета да су такве богобојазнике вероватно интересовали незнабошци који су везани за јеврејске заједнице, подржавали и можда често синагогу. Географско ширење доказа сугерише да је ово био раширен феномен у Малој Азији током римског периода.

### Фриз
Претпоставља се да фриз откривен 1980. године на коме се види женска ратница голих груди, са шлемом, са етикетом Британија која се грчи у мукама под коленом римског војника лево и испод натписа Тиберије Клаудије Цезар, приказује Британију потчињену Римом.

## Афродита из Афродизије
Култна слика која је карактеристична за Афродизију, Афродита Афродизијска, несумњиво је некада била смештена у Афродитином храму. Она је била локална богиња која се, interpretatio graeca, поистоветила са грчком Афродитом. Њена канонска слика, типична за анатолске култне слике, показује да је у сродству са Ефеском дамом, широко поштованом у грчко-римском свету као Артемида из Ефеса.
Преживеле слике, из контекста у којима су морале бити више грађанске него ритуалне, без изузетка су из касне фазе култа, у хеленистичком и римском добу. Приказане су у натуралистичком стилу заједничком њиховој култури, што је локалној богињи дало универзалнију привлачност. Попут Ефеске даме, Афродита „Афродизијска“ носи дебелу тунику која прерушава облик, затварајући је као у стубасту кутију. Ноге су јој нужно близу, подлактице испружене напред, да би примала и давала. Украшена је огрлицама и носи круну која представља зидине града заједно са дијадемом и венцем од мирте, огрнута дугим велом који уоквирује њено лице и протеже се до земље. Испод ње, она носи тунику до земље.
Траке украса на туники, изведене у барељефу, дочаравају космичке моћи Богиња: Три Грације које су најближе Афродитиној пратњи; главе брачног пара (жена је застрта велом), које је Лиза Броди идентификовала као Геју и Урана, Земљу и Небеса, над којима ова богиња царује, а не као Зевса и Херу; Хелиос и Селена одвојени су стубом; морска Афродита, која јаше морског јарца, а у основи је група Ерота која изводи култне ритуале.

## Археологија
Прва формална ископавања предузео је 1904-5. године француски инжењер Пол Огистин Годин. Неки од архитектонских налаза (углавном фризеви, пиластери и капители) које је открио на том месту сада се налазе у Британском музеју.
Најновија, текућа ископавања започео је Кенан Ерим под покровитељством Универзитета у Њујорку 1962. године, а тренутно их воде професор Р.Р.Р. Смит (са Универзитета у Оксфорду) и професорка Катарина Велч са Института лепих уметности Универзитета у Њујорку. Налази откривају да је раскошни програм градње у градском центру покренуо и у великој мери финансирао Гај Јулије Зоилос, мештанин који је био роб Гаја Јулија Цезара, а кога је Октавијан пустио на слободу. Када се Зоилос вратио као ослобођеник у свој родни град, обдарен угледом и богатим наградама за своју службу, проницљиво га је усмерио да се усклади са Октавијаном у његовој борби за моћ против Марка Антонија. Ово је осигурало Октавијанову трајну наклоност у виду финансијских привилегија које су омогућавале граду да напредује.
У септембру 2014. године, дронови тежине око 0,5 kg коришћени су за 3Д мапирање надземних рушевина Афродизије. Податке анализира Аустријски археолошки институт у Бечу.
У марту 2018. године откривена је древна гробница на подручју где су вршена илегална ископавања. Гробница је однета у музеј Афродизије.
2020. године у маслињаку су пронађена два саркофага. На саркофазима је био рељеф Медузе.